# Тотегегие
Тотегегие (фр. Totegegie) — небольшой остров в архипелаге Гамбье. В настоящее время на острове действует аэродром.

## География
Расположен в 4 км к северо-востоку от острова Мангарева. Площадь острова — 0,1 км².

## Население
На сегоднящий день остров необитаем (2007).

## Административное деление
Административно входит в состав коммуны Гамбье.